# Vasile Rădulescu-Mehedinți
Vasile Rădulescu-Mehedinți (n. secolul al XIX-lea – d. secolul al XX-lea) a fost un jurist român, care a îndeplinit funcția de ministru al justiției în guvernul Octavian Goga (29 decembrie 1937 - 10 februarie 1938).

## Biografie
A fost ministru plenipotențiar cl. I, fiind pus în disponibilitate, iar începând cu data de 2 decembrie 1940, la cerere, definitiv în retragere pentru limită de vârstă.